# Günter Krampen
Günter Krampen (* 5. Dezember 1950 in Koblenz; † 14. Dezember 2023) war ein deutscher Psychologe und Psychotherapeut. Er war bis zu seiner Emeritierung Professor an der Universität Trier und Direktor des Leibniz-Instituts für Psychologie (ZPID).

## Akademischer und beruflicher Werdegang
Nach seinem Studium der Psychologie an der Universität Trier (1971–1976) war Krampen zunächst als wissenschaftlicher Mitarbeiter in Trier, dann von 1977 bis 1981 als wissenschaftlicher Assistent an der Universität Erlangen-Nürnberg tätig, wo er 1980 promoviert wurde. Es erfolgte eine Rückkehr nach Trier, wo er sich 1985 habilitierte und 1990 zum außerplanmäßigen, 2004 zum ordentlichen Professor für Psychologie an der Universität Trier (Lehrstuhl für Klinische Psychologie, Psychotherapie und Wissenschaftsforschung) ernannt wurde.
Krampen war in diversen Leitungspositionen tätig. Ab 2000 hat er den Weiterbildungsstudiengang Psychologische Psychotherapie an der Universität Trier aufgebaut und diesen ebenso wie die angegliederte Psychotherapie-Ambulanz bis 2009 verantwortlich geleitet. 2004 trat er die Nachfolge von Leo Montada als Direktor des Leibniz-Instituts für Psychologie (ZPID) an. Dieses Amt übte er bis zum 30. Juni 2017 aus.
Gast- und Vertretungsprofessuren hatte Krampen an den Universitäten Fribourg (Schweiz), München und Berlin. Beratend wirkte er am Aufbau psychologischer Studiengänge in Luxemburg mit, wo er ab 1985 als Honorarprofessor (ab 2003 an der neu gegründeten Universität Luxemburg) lehrte.

## Forschungsschwerpunkte
Krampens Forschungsschwerpunkte lagen im Bereich der Grundlagenfächer in der Persönlichkeits- und Entwicklungspsychologie sowie in den Anwendungsfächern in der Pädagogischen und der Klinischen Psychologie.
Eine zentrale Rolle in seiner Arbeit nahm dabei die Verbindung psychologischer Grundlagen- und Anwendungsforschung ein. Sie orientierte sich u. a. an einem handlungstheoretischen Partialmodell der Persönlichkeit und dessen entwicklungs-, gesundheits- sowie klinisch-psychologischer Ausweitung zum Ansatz der Vertrauens-Trias, welche aus interpersonalem Vertrauen, Selbst- und Zukunftsvertrauen besteht. Bezugnehmend darauf entwickelte er psychodiagnostische Verfahren zur Erfassung von Kontroll- und Kompetenzüberzeugungen sowie Hoffnungslosigkeit. Weiterhin publizierte er Verfahren zur Erfassung von Kreativität, Konzentrationsfähigkeit und Multilingualität bei Kindern sowie für die Evaluation der Effekte von Psychotherapie- und Entspannungsverfahren bei Jugendlichen und Erwachsenen. Darüber hinaus beschäftigt sich Krampen mit Wissenschaftsforschung, Szientometrie und Geschichte der Psychologie.